# Matang Ben
Matang Ben is een bestuurslaag in het regentschap Aceh Utara van de provincie Atjeh, Indonesië. Matang Ben telt 787 inwoners (volkstelling 2010).